# Pramet
Pramet  ist eine Gemeinde in Oberösterreich im Bezirk Ried im Innkreis im Innviertel mit 1037 Einwohnern (Stand 1. Jänner 2024).

## Geografie
Pramet befindet sich etwa 7 Kilometer südlich von Ried im Innkreis. Es liegt am Nordrand des Hausrucks, in das südliche Innviertler Hügelland hin. Das Gemeindegebiet umfasst das Quellgebiet der Oberach, einem Nebenfluss der Antiesen bei Ried.
Die Ausdehnung beträgt von Nord nach Süd 4,5 Kilometer und von West nach Ost 5 Kilometer. Die Gesamtfläche beträgt 13,95 km². 30,7 % der Fläche sind bewaldet und 59,3 % der Fläche sind landwirtschaftlich genutzt.

### Gemeindegliederung
Katastralgemeinden sind Hartlhof und Pramet.
Das Gemeindegebiet umfasst folgende Ortschaften (in Klammern Einwohnerzahl Stand 1. Jänner 2024):
- Altsommerau (35)
- Ecklham (5)
- Feitzing (20)
- Großpiesenham (124)
- Guggenberg (11)
- Gumpling (45)
- Gutensham (79)
- Hartlhof (38) samt Schwandt
- Kleinpiesenham (37)
- Knirzing (9)
- Kronawitten (6) (auch Gem. Schildorn)
- Lungdorf (42)
- Noxberg (51)
- Pramet (429) (Hauptort)
- Rödt (43) (auch Gem. Schildorn)
- Schmieding (20)
- Windischhub (43)

Die Gemeinde liegt im Gerichtsbezirk Ried im Innkreis. Einziger Zählsprengel ist Pramet.

### Nachbargemeinden
|           | Pattigham                                   |             |
| Schildorn | Kompassrose, die auf Nachbargemeinden zeigt | Eberschwang |
|           | Frankenburg am Hausruck (Bez. Vöcklabruck)  |             |

## Geschichte

### Ortsgeschichte
Im Gemeindegebiet verlief die norische römische Hauptstraße von Wels (Ovilava) nach Burghausen (Bedaium/Bedacum?), der Burgstall dürfte ursprünglich ein Wachposten gewesen sein.
Erstmals schriftlich erwähnt wird der Ortsname Pramet in einer (verlorengegangenen) Urkunde, in der König Ludwig das Kind am 12. August 903 mehrere Güter dem Domkapitel Passau übereignet. Zu dieser Zeit gab es in Pramet bereits eine Mühle und ein Sägewerk, sowie auch bereits alle Siedlungen mit Ausnahme von Schwandt, Rödt und Feitzing, die später entstanden sein dürften.
Nach dem ältesten Rieder Urbarbuch von 1446 gab es dann ab dem 15. Jahrhundert auch einen Bäcker, eine Taverne, einen Bräustadel und große Fischweiher nördlich der Kirche.
Auf dem Weg von Ried im Innkreis nach Frankenburg am Hausruck besaß Pramet neben St. Thomas das Vorrecht für den Verkauf und die Ausschank. Brot, Fleisch, Bier, Wein und Schnaps konnte man nur in der Taverne erwerben. Festlichkeiten wie Hochzeiten oder Taufen aber auch Totenmahle sollten möglichst dort abgehalten werden.
Zur Zeit des Dreißigjährigen Krieges (1618–1648) fanden hier zwar keine Schlachten statt, aber Truppeneinquartierungen, Rekrutenaushebungen und Ablieferung beinahe aller Lebensmittel trafen die Landbevölkerung schwer. Die Vorgänge um das Frankenburger Würfelspiel betrafen die hiesige (bayerische) Bevölkerung hingegen kaum. Die ältesten Holzhäuser der Gemeinde stammen aus dem Wiederaufbau nach dem Krieg um 1650. Die erste nachgewiesene Volksschule der Gemeinde entstand 1792, eine allgemeine 6-jährige Schulpflicht konnte man auf dem Land hier aber erst 1869 durchsetzen.
Seit Gründung des  Herzogtums Bayern war der Ort bis 1779 bayrisch und kam nach dem Frieden von Teschen mit dem Innviertel (damals Innbaiern) zu Österreich. Während der Napoleonischen Kriege wieder kurz bayrisch, gehört er seit 1812 endgültig zum Kronland Österreich ob der Enns.
Bis 1884 war das Gebiet der heutigen Gemeinde Pramet in das Verwaltungsgebiet Schildorn integriert. Nach langen, schwierigen Verhandlungen wurden die Gemeinden getrennt und am 21. Juni 1884 wurde die erste Wahl des Gemeindeausschusses von Pramet vorgenommen. Der erste Bürgermeister war Josef Zweimüller.

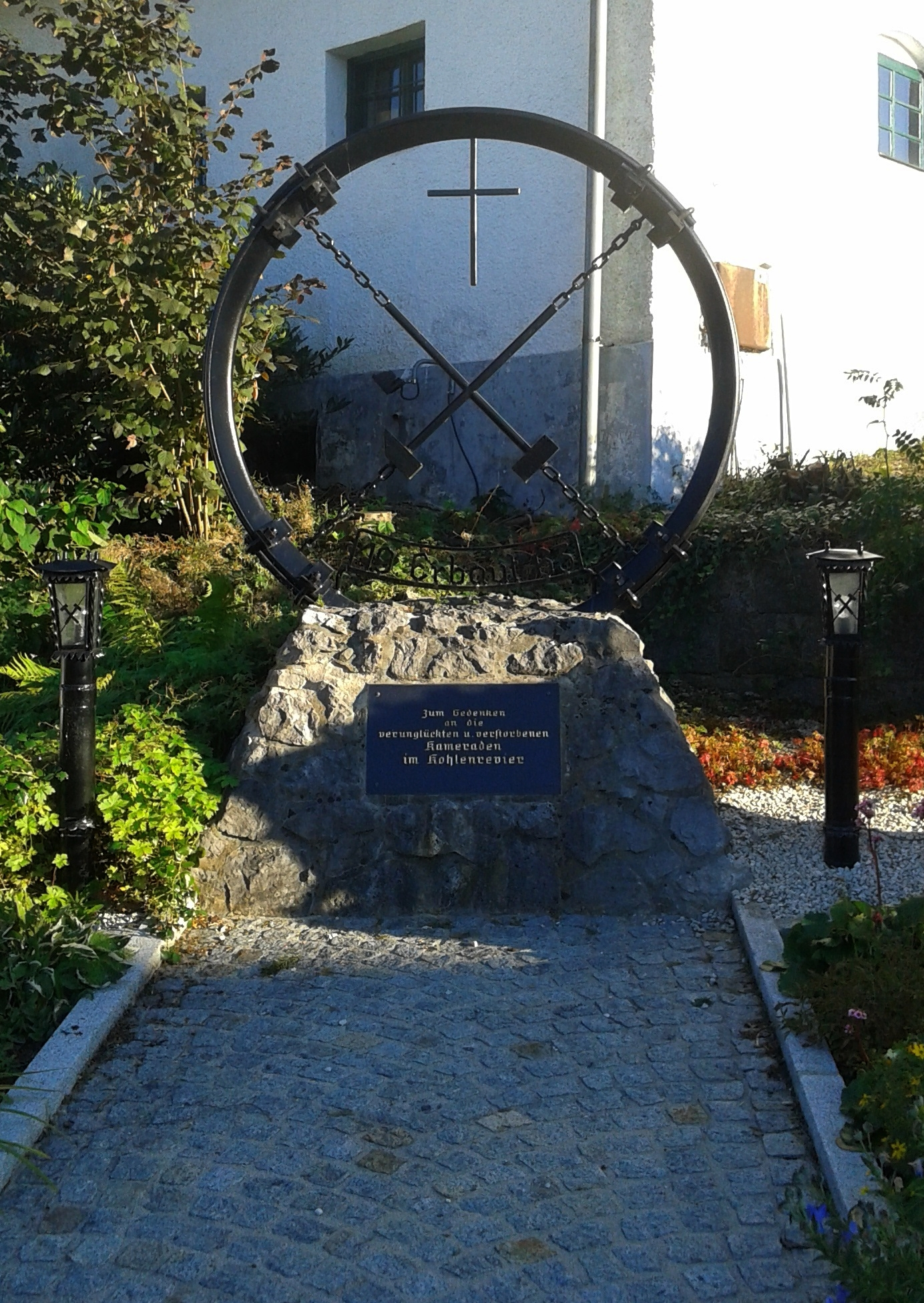
Pramet, Bergarbeiter-Denkmal

Um 1920 hielt die Elektrizität Einzug in Pramet – zuerst durch kleine Privatkraftwerke an den Bächen. 1929 erhielt das Postamt den ersten Telefonanschluss.
Nach dem Anschluss Österreichs an das Deutsche Reich am 13. März 1938 gehörte der Ort zum Gau Oberdonau. Nach 1945 erfolgte die Wiederherstellung Oberösterreichs.
1968 wurde ein neues Schulgebäude (Franz-Stelzhamer-Schule) errichtet und 1976 wurde ein Badesee in Windischhub angelegt.

### Einwohnerentwicklung
1991 hatte die Gemeinde laut Volkszählung 992 Einwohner, 2001 dann 986 und 2008 schließlich 1008 Einwohner. Bei der Volkszählung 2011 wurden 1034 Einwohner gezählt.

## Kultur und Sehenswürdigkeiten

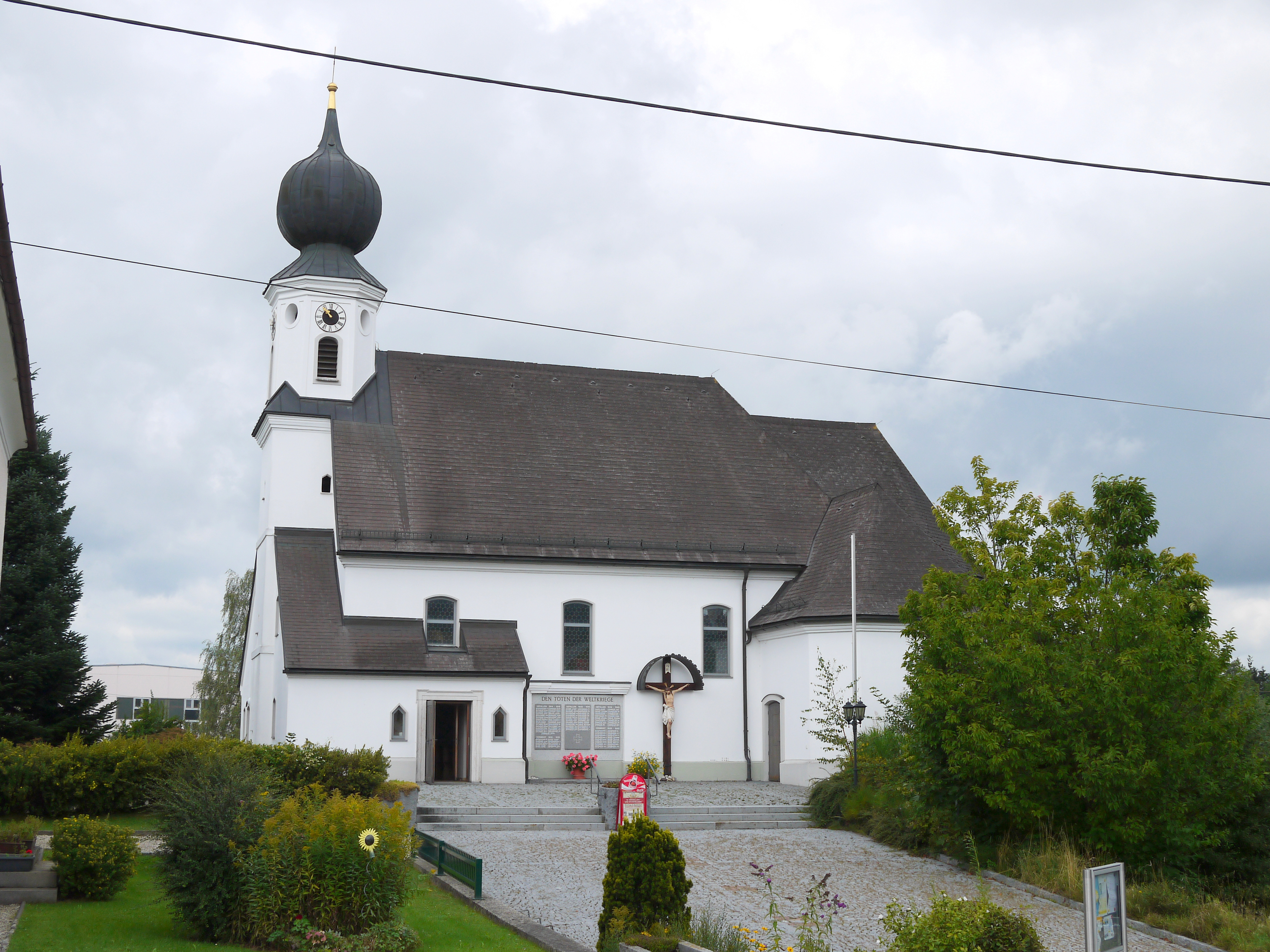
Pfarrkirche Pramet

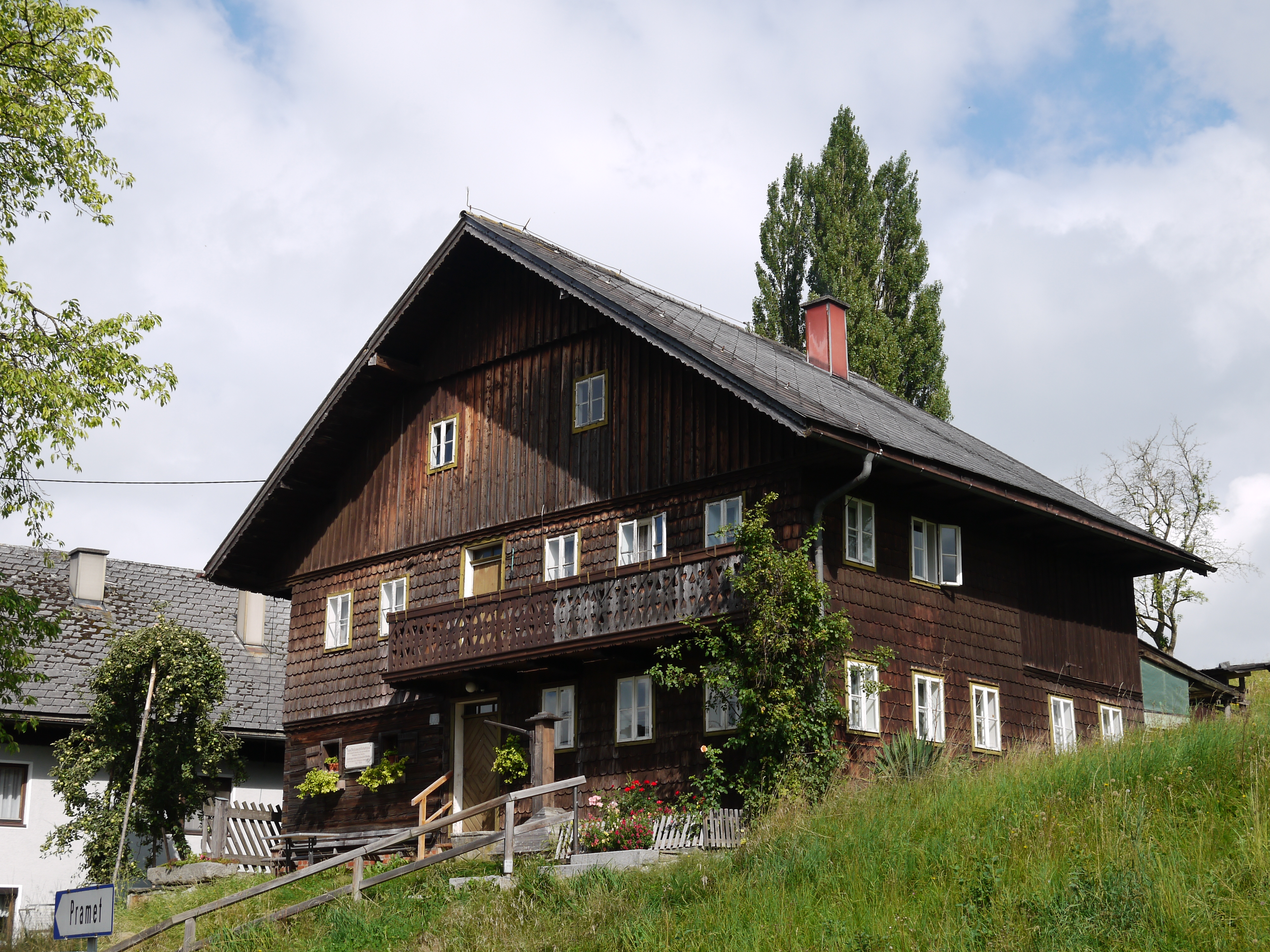
Stelzhamerhaus in Großpiesenham

- Katholische Pfarrkirche Pramet Mariä Heimsuchung
- Kulturhaus Stelzhamermuseum Pramet (denkmalgeschützte alte Volksschule)[4]
- Stelzhamerhaus (Geburtshaus) in Großpiesenham

## Wirtschaft und Infrastruktur

### Verkehr
- Straße: In Nord-Süd-Richtung wird das Gemeindegebiet von der Frankenburger Landesstraße (L509) durchzogen, welche von Ried im Innkreis über den Hausruck nach Vöcklamarkt verläuft. Im Hauptort Pramet zweigt ostwärts die Gutenshamer Landesstraße (L1070) ab und endet schließlich in Eberschwang, westwärts führt die Schildorner Landesstraße (L1070) nach Schildorn und weiter in Richtung Waldzell.[5]
- Bus: Pramet ist von Montag bis Freitag durch die Postbus-Linie 851 (Ried im Innkreis – Neuhofen im Innkreis – Pattigham – Pramet – Schildorn – Pramet – Frankenburg am Hausruck) des OÖVV an die Bezirkshauptstadt Ried im Innkreis angebunden.[6]

### Badesee

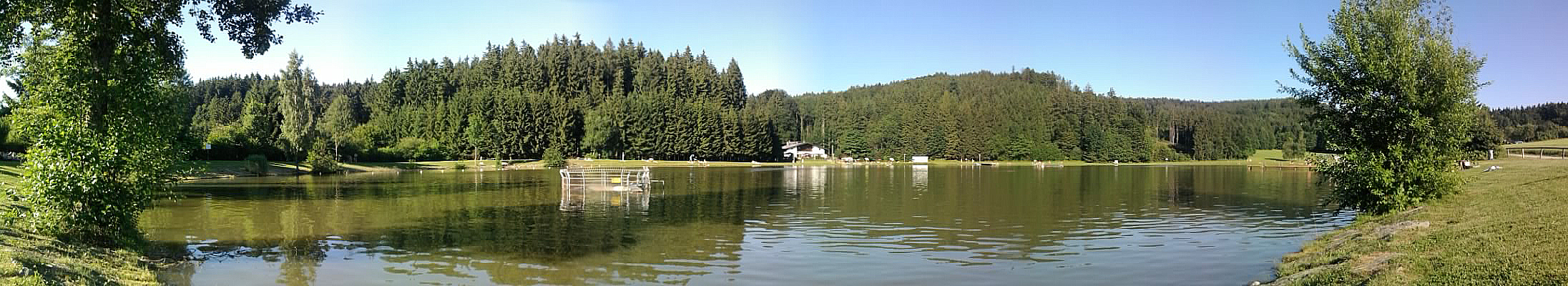
Badesee Pramet

Der Badesee in Windischhub ist ein ungefähr 3 ha großer, eigens für den Badebetrieb geschaffener Stauweiher. Er wird aus einigen kleineren Bächen gespeist. Die leichte Braunfärbung des Wassers wird durch Huminstoffe hervorgerufen und ist natürlichen Ursprungs.

## Politik
Der Gemeinderat hat 13 Mitglieder.

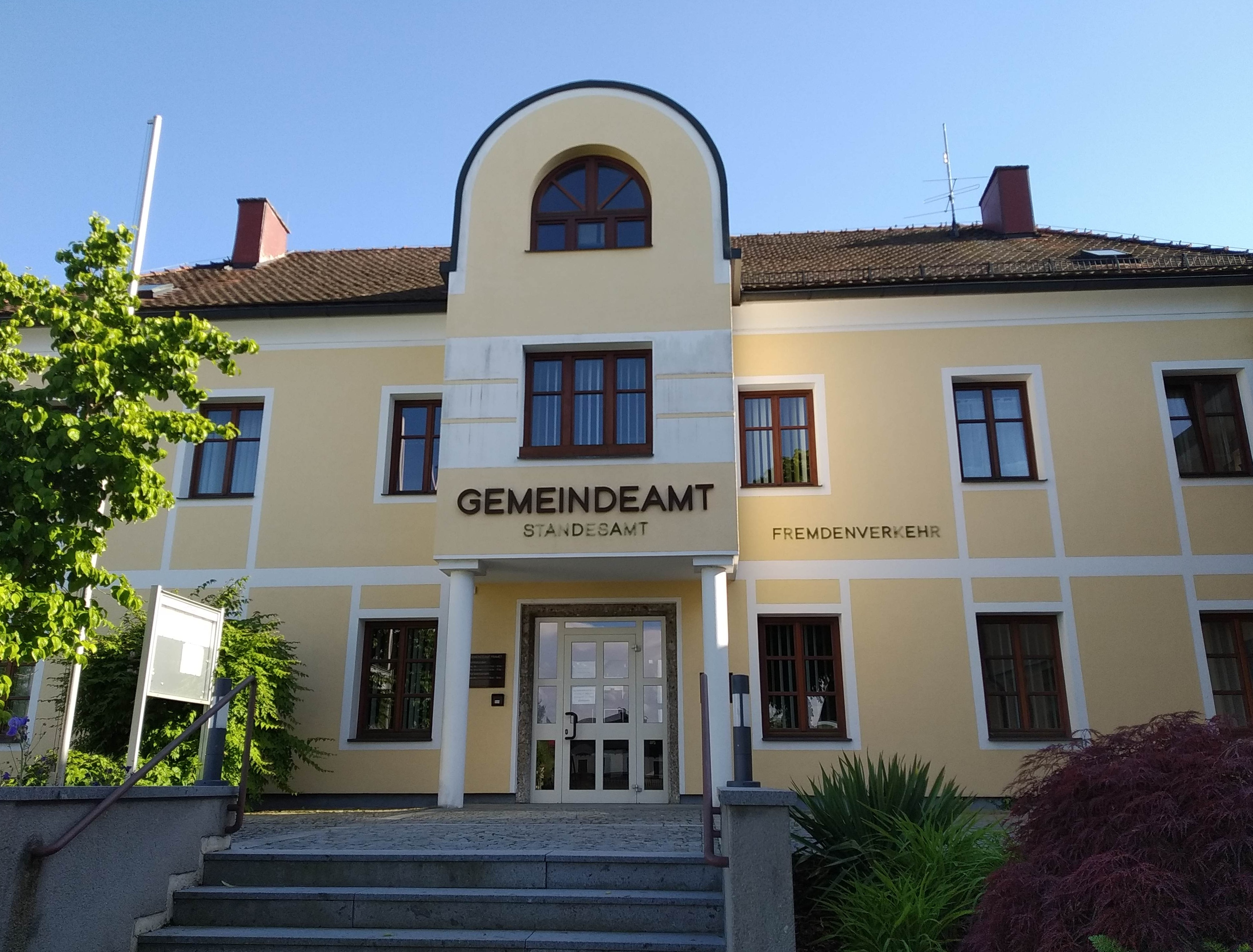
Gemeindeamt Pramet

- Mit den Gemeinderats- und Bürgermeisterwahlen in Oberösterreich 2003 hatte der Gemeinderat folgende Verteilung: 6 ÖVP, 4 SPÖ und 3 FPÖ.
- Mit den Gemeinderats- und Bürgermeisterwahlen in Oberösterreich 2009 hatte der Gemeinderat folgende Verteilung: 7 ÖVP, 4 FPÖ und 2 SPÖ.
- Mit den Gemeinderats- und Bürgermeisterwahlen in Oberösterreich 2015 hatte der Gemeinderat folgende Verteilung: 6 ÖVP, 5 FPÖ und 2 SPÖ.
- Mit den Gemeinderats- und Bürgermeisterwahlen in Oberösterreich 2021 hat der Gemeinderat folgende Verteilung: 8 ÖVP, 3 FPÖ und 2 SPÖ.[7][8]

### Bürgermeister
- bis 2015 Josef Hörmandinger (ÖVP)
- seit 2015 Eduard Seib (ÖVP)

### Wappen
Blasonierung:
In Silber eine grüne, bewurzelte Linde.
Die Gemeindefarben sind Weiß-Grün-Gelb.
Die Darstellung geht auf das Ritterwappen der Pabenschwandter zurück, die im heutigen Gemeindegebiet ansässig waren. Die Linde als Symbol der Dorfgemeinschaft und der bäuerlichen Kultur soll auch an den in der Ortschaft Großpiesenham geborenen Mundartdichter Franz Stelzhamer erinnern.
Das Wappen wurde der Gemeinde im Jahre 1973 nach Bemühungen des damaligen Bürgermeisters Josef Rohringer verliehen. Entworfen wurde es von Martin Stachl.

## Persönlichkeiten

### Söhne und Töchter der Gemeinde
- Franz Stelzhamer (1802–1874), Dichter und Novellist, geboren in Großpiesenham
- Hans Schatzdorfer (1897–1969), Mundartdichter, geboren und gestorben in Großpiesenham

### Mit der Gemeinde verbundene Persönlichkeiten
- Vinzenz Freiherr von Fox (1859–1931), k.u.k. General der Infanterie, gestorben in Pramet Nr. 5
- Walter Kainz (* 1958), Bildhauer
- Marion Kilianowitsch (* 1962), Bildhauerin